# 江口駅 (慶尚北道)
江口駅（カングえき）は、大韓民国慶尚北道盈徳郡にある韓国鉄道公社東海線の駅である。

## 駅構造
- 1面1線の高架駅である。

## 歴史
- 2018年1月26日：開業[1]。

## 隣の駅
韓国鉄道公社
東海線
長沙駅 - 江口駅 - 盈徳駅